# Machu Picchu
El Machu Picchu (en quítxua: Machu Pikchu, 'muntanya vella', pronunciat 'mɑ.tʃu 'pik.tʃu) és una de les joies arquitectòniques i arqueològiques més importants de l'Imperi Inca al Perú i una ciutat sagrada. Està inscrit a la llista del Patrimoni de la Humanitat per la UNESCO des del 1983.

## Etimologia
El lloc es troba en una estreta sella entre dos pics de muntanya, el Machu Picchu i el Huayna Picchu. En llengua quítxua, machu significa 'vell’o 'persona gran' i wayna (escrit huayna en l'ortografia estàndard del castellà) significa 'jove', mentre que pikchu fa referència a un «cim», «pic» o «piràmide». Pikchu també es pot referir a una porció de coca que es mastega. Així, el nom del lloc sovint es tradueix com a «muntanya vella» o «cim vell».
Tot i que el nom original que els seus constructors van donar a l'assentament no es coneix definitivament, un estudi del 2021 a Ñawpa Pacha: Journal of the Institute of Andean Studies suggereix que el lloc probablement es deia Huayna Picchu, pel nom del pic més petit que hi havia a prop, o simplement Picchu. Segons la investigació, l'associació del nom Machu Picchu amb les ruïnes probablement va començar amb les publicacions de l'explorador estatunidenc Hiram Bingham de 1911, una conclusió que té el suport de les notes de camp de Bingham, els primers mapes i els documents històrics.

## Ubicació
La ciutat sagrada de Machu Picchu està ubicada 130 quilòmetres al nord-est de Cusco, a la cresta de la serra Machu Picchu, a 2.200 metres d'altitud sobre el nivell del mar.
La ubicació de la ciutat era un secret militar, ja que els penya-segats profunds i les muntanyes eren la millor defensa natural.

## Història

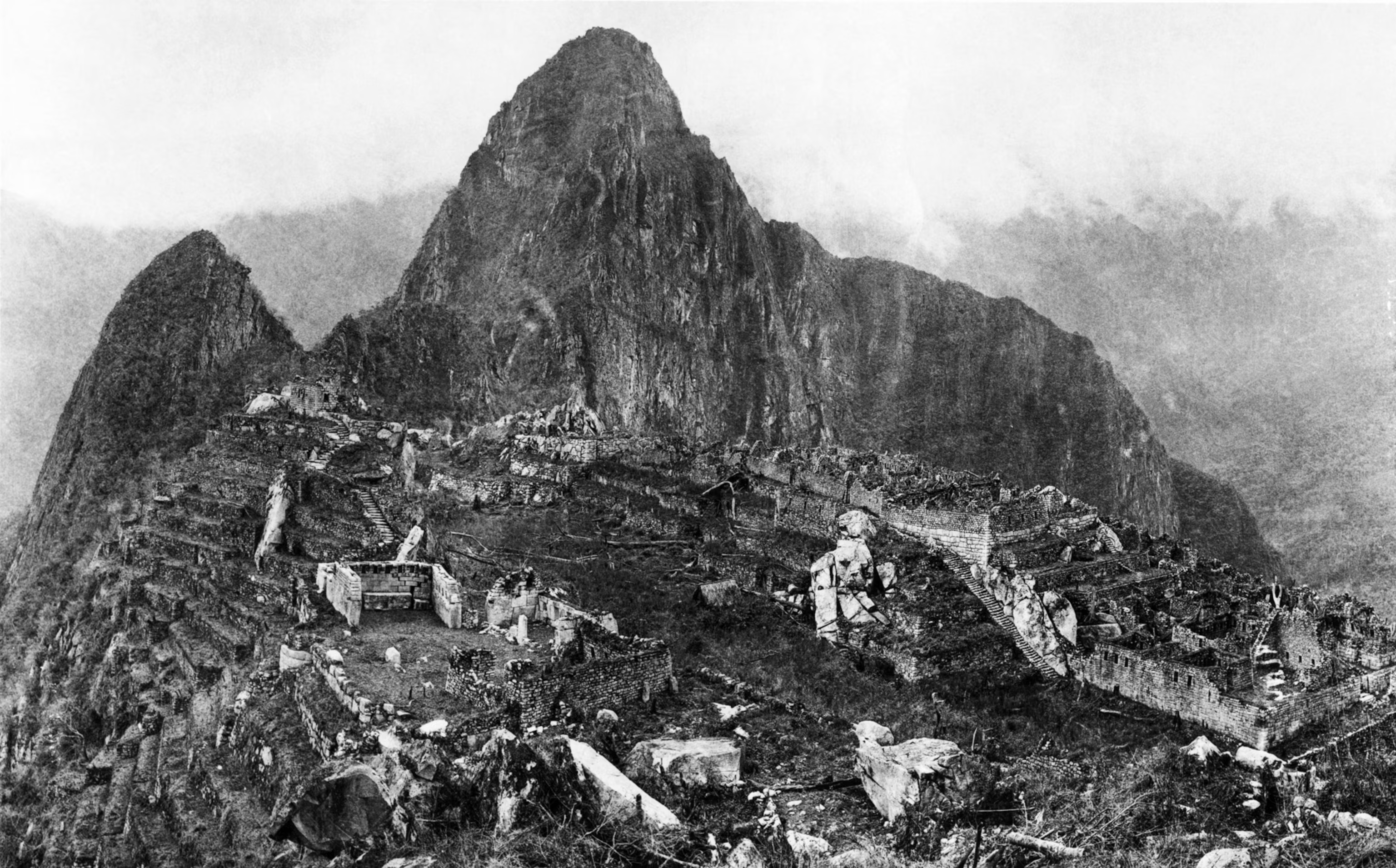
Una de les primeres imatges de Machu Picchu, feta per Hiram Bingham III el 1912 després d'una important neteja i abans que comencessin les obres de reconstrucció.

Anteriorment es creia (Richard L. Burger, professor d’antropologia a la Universitat Yale) que Machu Picchu s'havia construït a la dècada del 1450. Tanmateix, un estudi del 2021 dirigit per Burger va utilitzar la datació per radiocarboni (específicament, AMS) per revelar que Machu Picchu podria haver estat ocupat des del 1420 fins al 1530 dC. La construcció sembla datar de dos grans governants inques, Pachacútec (1438–1471) i Túpac Yupanqui (1472–1493).
Un consens entre els arqueòlegs és que Pachacútec va ordenar la construcció de la finca reial per al seu ús com a refugi, molt probablement després d'una campanya militar reeixida. Tot i que Machu Picchu es considera una finca reial, no s'hauria transmès en la línia de successió. Més aviat es va utilitzar durant 80 anys abans de ser abandonat, sembla que a causa de les conquestes espanyoles en altres parts de l’Imperi Inca. És possible que la majoria dels seus habitants morissin de verola introduïda pels viatgers abans que els conqueridors espanyols arribessin a la zona.

### Vida antiga

#### Vida quotidiana a Machu Picchu

Vista de les cases antigues

Durant el seu ús com a finca, s'estima que hi vivien unes 750 persones, la majoria de les quals feien de personal de suport (yanaconas, yana)  i hi vivien permanentment. Tot i que la finca pertanyia a Pachacutec, també hi vivien especialistes religiosos i treballadors especialitzats temporals (mayocs), probablement per al benestar i gaudi del governant. Durant l'hivern, que normalment era l'estació més dura, el personal es reduïa a uns quants centenars de servents i uns quants especialistes religiosos centrats només en el manteniment.
Els estudis mostren que, segons les seves restes òssies, la majoria de les persones que hi vivien eren immigrants de diversos quants orígens. Els faltaven els marcadors químics i osteològics que haurien tingut si hi haguessin viscut tota la vida. En canvi, la investigació sobre restes esquelètiques ha trobat danys ossis causats per diverses espècies de paràsits aquàtics autòctons de diferents zones del Perú. També hi havia uns quants factors d'estrès osteològic i diverses densitats químiques, cosa que suggereix dietes a llarg termini variables característiques de regions específiques que estaven separades. Aquestes dietes es componen de diversos nivells de blat de moro, patates, cereals, llegums i peix, però l'última dieta a curt termini coneguda per a aquestes persones estava composta en general per menys peix i més blat de moro. Això suggereix que uns quants dels immigrants provenien de zones més costaneres i es van traslladar a Machu Picchu, on el blat de moro representava una part més gran de la ingesta d'aliments. La majoria de les restes òssies trobades al jaciment presentaven nivells més baixos d’artritis i fractures òssies que les trobades a la majoria de jaciments de l’Imperi Inca. Els individus inques que patien artritis i fractures òssies eren típicament aquells que realitzaven treballs físics pesats (com els Mita) o servien a l’exèrcit inca.
També se sospita que es van portar animals a Machu Picchu, ja que es van trobar diversos ossos que no eren originaris de la zona. La majoria d'ossos d'animals trobats provenien de llames i alpaques. Aquests animals viuen de manera natural a altituds de  4000 m en lloc dels  2400 m d'elevació de Machu Picchu. El més probable és que aquests animals fossin importats de la regió de Puna per al consum de carn i per a les seves pells. També es van trobar conillets d'Índies al jaciment en coves funeràries especials, cosa que suggereix que com a mínim s'utilitzaven per a rituals funeraris,  ja que era comú a tot l'Imperi Inca utilitzar-los per a sacrificis i carn. També es van recuperar sis gossos del lloc. A causa de la seva ubicació entre les restes humanes, es creu que van servir com a companys dels morts.

#### L'activitat agrícola

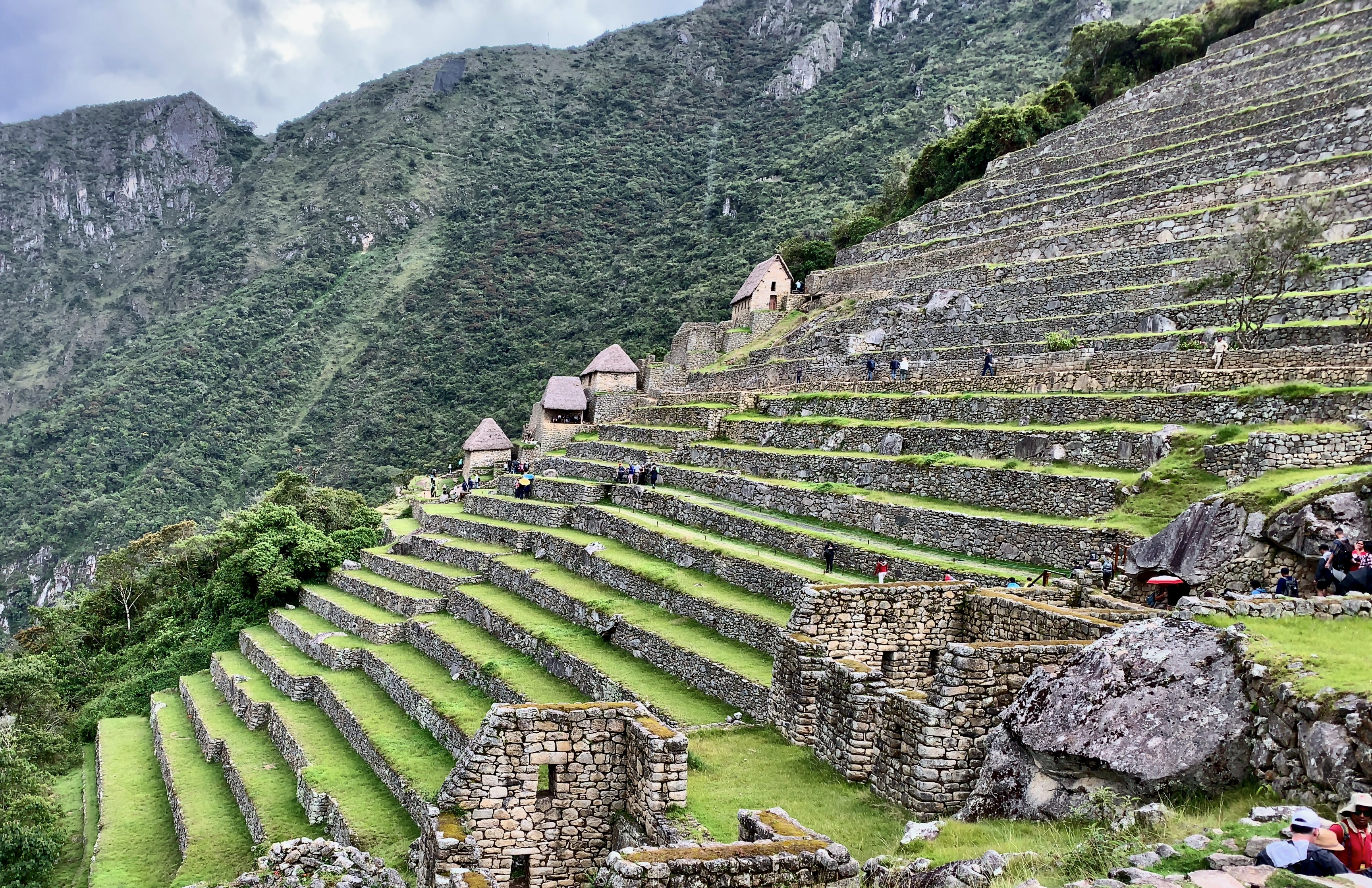
Andenes utilitzat per a l'agricultura a Machu Picchu

Gran part de l’agricultura que es feia a Machu Picchu es feia als seus centenars d’andenes (terrasses artificials). Aquestes terrasses van ser una obra d'enginyeria considerable, construïdes per garantir un bon drenatge i la fertilitat del sòl, alhora que protegien la muntanya de l'erosió i els esllavissaments. Tanmateix, les terrasses no eren perfectes, ja que els estudis del terreny mostren que hi va haver esllavissades durant la construcció de Machu Picchu. Encara són visibles llocs on les terrasses van ser desplaçades per esllavissades i després estabilitzades pels inques a mesura que continuaven construint-se al voltant de la zona. Les terrasses també permetien el regadiu, augmentant el rendiment dels cultius, amb el blat de moro probablement com a principal cultiu a causa de la seva importància cerimonial, juntament amb el possible cultiu de patates.
No obstant això, la superfície de cultiu en terrasses només representa unes 4,9 ha de terra, i un estudi del sòl al voltant de les terrasses va mostrar que el que s'hi conreava era principalment blat de moro i patates, cosa que no era suficient per mantenir les més de 750 persones que vivien a Machu Picchu. Això explica per què els estudis realitzats sobre els aliments que menjaven els inques a Machu Picchu suggereixen que eren importats de les valls circumdants i de llocs més llunyans.
Hi ha poca informació sobre els sacrificis humans a Machu Picchu, tot i que se sap que molts sacrificis mai van rebre un enterrament adequat i les seves restes òssies van sucumbir als elements. No obstant això, hi ha proves que es sacrificaven servents per acompanyar un noble difunt a l'altra vida. Els sacrificis d'animals, líquids i de terra als déus eren més comuns i es feien a l'Altar del Còndor. La tradició és mantinguda pels membres de la religió andina de la Nova Era.

### Trobades amb occidentals

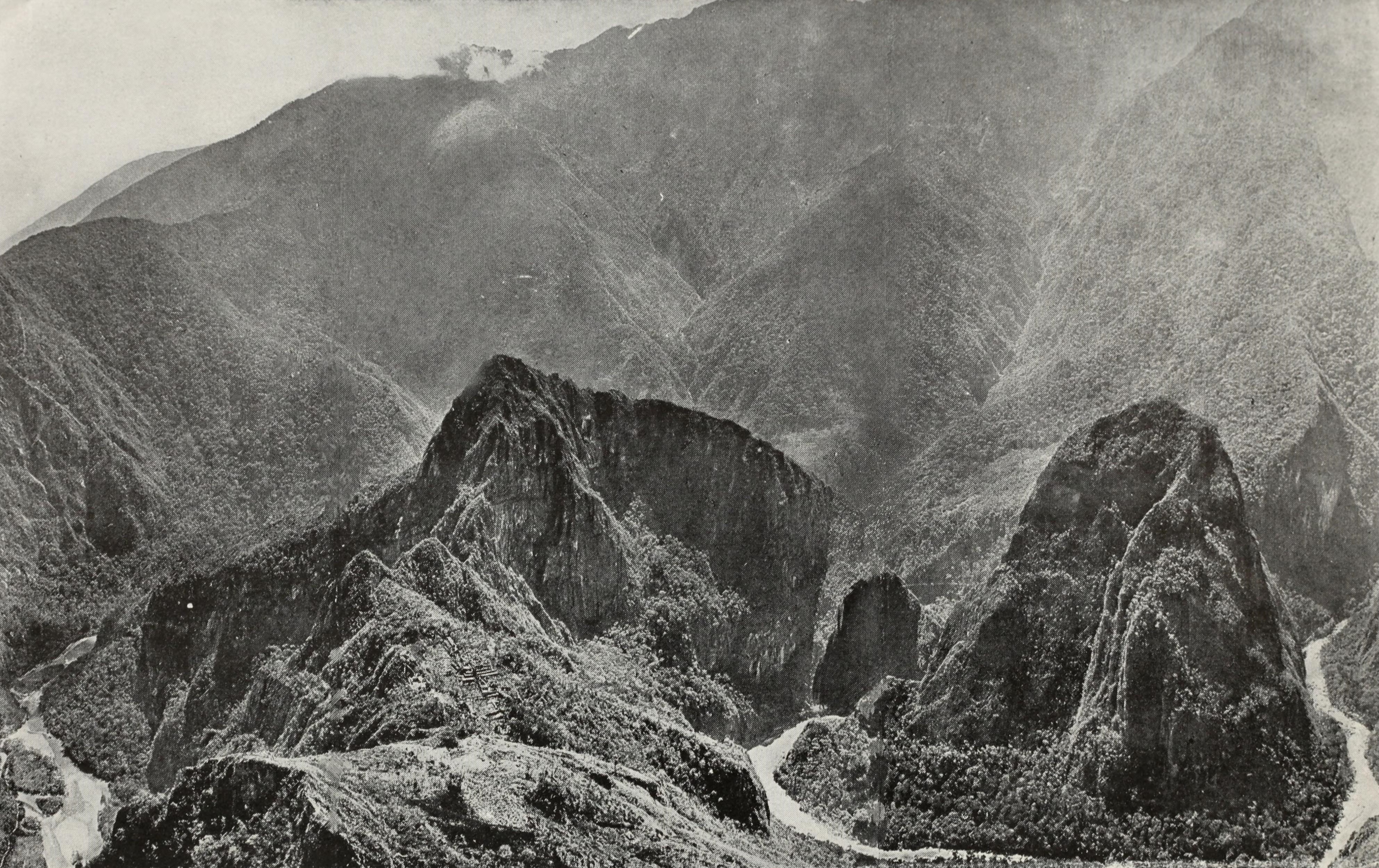
Vista panoràmica de Machu Picchu i del canó d'Urubamba

#### Conquesta espanyola
A finals del segle xvi, els espanyols que havien aconseguit recentment el control de la zona van documentar que els indígenes van esmentar haver tornat a Huayna Picchu, el nom que es creu que originalment van donar al lloc els habitants locals. El conqueridor espanyol Baltasar de Ocampo tenia notes d'una visita a finals del segle xvi a una fortalesa de muntanya anomenada Pitcos amb edificis sumptuosos i majestuosos, erigits amb gran habilitat i art, totes les llindes de les portes, tant les principals com les ordinàries, eren de marbre i elaboradament tallades.
Amb els segles, la selva circumdant va envair el lloc, i pocs fora de la zona immediata coneixien la seva existència. El lloc podria haver estat redescobert i saquejat el 1867 per un empresari alemany,  Augusto Berns. Algunes proves indiquen que l'enginyer alemany J. M. von Hassel va arribar abans. Els mapes mostren referències a Machu Picchu ja el 1874. Un atles de 1904 va designar el lloc com a Huayna Picchu.

#### A la recerca de la capital neoinca
El 1911, l'historiador i explorador estatunidenc Hiram Bingham va viatjar per la regió buscant la capital perduda de l'estat neoinca (que més tard es va establir com a Vilcabamba), establert per Manco Inca després de la conquesta espanyola, i va ser conduït a Machu Picchu per un vilatà, Melchor Arteaga. Bingham va trobar el nom de l'explorador peruà Agustín Lizárraga i la data de 1902 escrita amb carbó vegetal en una de les parets del Temple de les Tres Finestres. Inicialment decebut, va documentar al seu diari de camp de butxaca: Agustín Lizárraga és el descobridor de Machu Picchu i viu al pont de San Miguel just abans de passar-hi. Tanmateix, mentre que Bingham inicialment va reconèixer Lizárraga com el descobridor en els seus primers escrits i discursos, inclòs Inca Land (1922), va anar minimitzant gradualment el paper de Lizárraga fins que, a la seva versió final de la història, Lost City of the Incas (1952), Bingham va afirmar haver trobat el lloc ell mateix.
Tot i que Bingham no va ser el primer a visitar les ruïnes, va ser considerat el descobridor científic que va portar Machu Picchu a l'atenció internacional. Bingham va organitzar una altra expedició el 1912 per dur a terme una important neteja i excavació.

#### Primera expedició americana

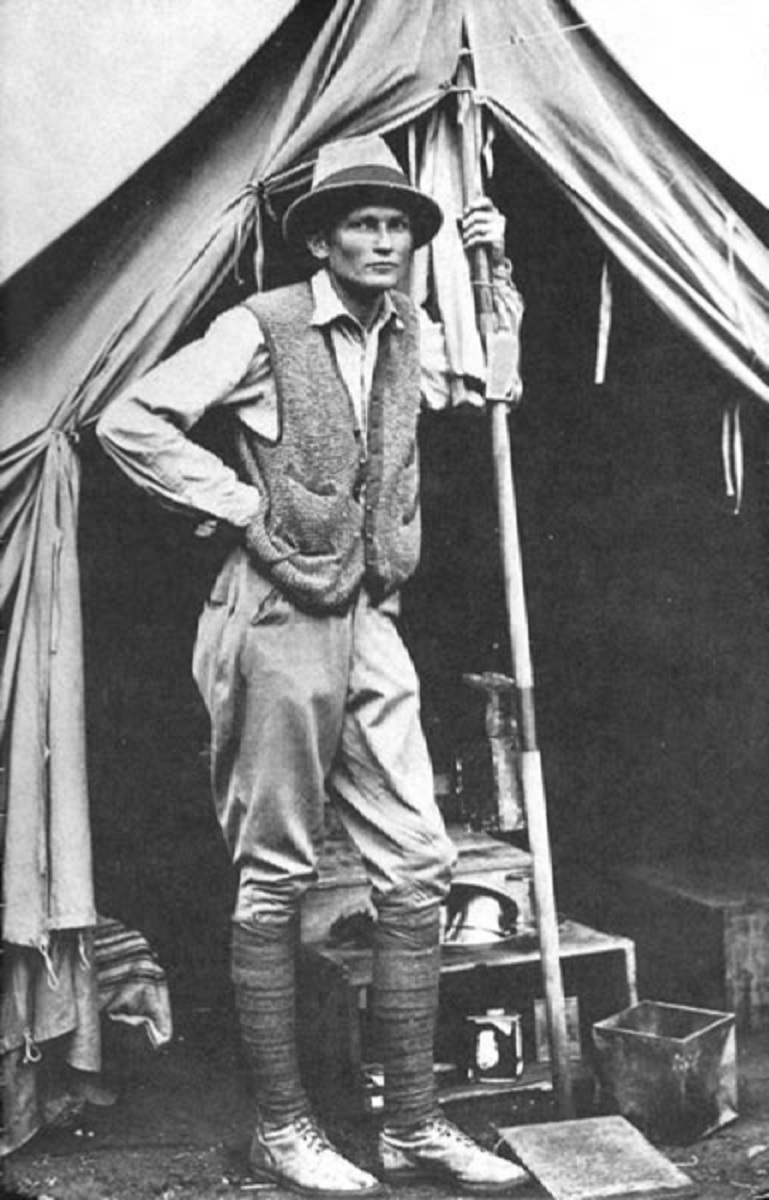
Hiram Bingham III a la porta de la seva tenda prop de Machu Picchu el 1912

Bingham va ser professor a la Universitat Yale, tot i que no era un arqueòleg qualificat. El 1909, tornant del Congrés Científic Panamericà a Santiago, va viatjar pel Perú i va ser convidat a explorar les ruïnes inques de Choqquequirau, a la vall de l'Apurímac. Va organitzar l'Expedició Peruana de Yale de 1911 en part per buscar la capital inca, que es creia que era la ciutat de Vitcos, suposadament situada a prop de la ciutat de Torontoy. Va consultar Carlos Romero, un dels principals historiadors de Lima, que li va mostrar referències útils i la Crònica dels Agustinians del pare Antonio de la Calancha. En particular, Ramos pensava que Vitcos era prop d'una gran roca blanca sobre una font d'aigua dolça. De tornada al Cusco, Bingham va preguntar als plantadors sobre els llocs esmentats per Calancha, en particular al llarg del riu Urubamba. Segons Bingham, «un vell prospector va dir que hi havia ruïnes interessants a Machu Picchu», tot i que les seves afirmacions «no van rebre cap importància pels ciutadans destacats». Només més tard Bingham va saber que Charles Wiener també havia sentit a parlar de les ruïnes de Huayna Picchu i Machu Picchu, però no va poder arribar-hi.

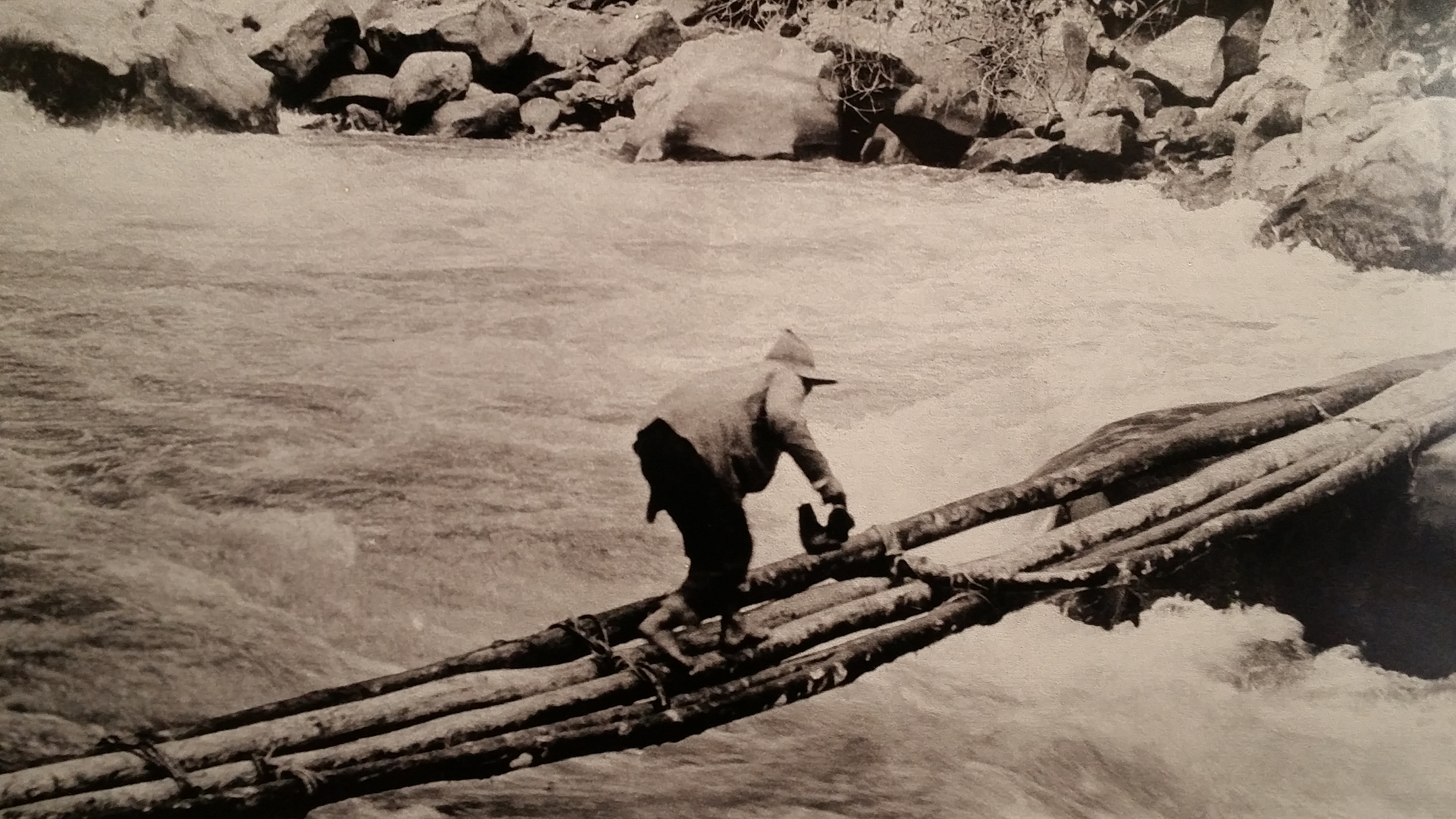
Melchor Arteaga creuant el riu Urubamba el 24 de juliol de 1911

Armat amb aquesta informació, l'expedició de Bingham va baixar pel riu Urubamba. De camí, Bingham va demanar a la gent local que els mostrés les ruïnes inques, especialment qualsevol lloc descrit com a posseïdor d'una roca blanca sobre una font.
A Mandor Pampa, Bingham va preguntar al pagès i hostaler Melchor Arteaga si coneixia alguna ruïna propera. Arteaga va dir que coneixia unes ruïnes excel·lents al cim del Huayna Picchu. L'endemà, 24 de juliol, Arteaga va conduir Bingham i el sergent Carrasco a través del riu per un pont de troncs fins al jaciment de Machu Picchu. Al cim de la muntanya, van trobar una petita cabana ocupada per una parella de quítxues, en Richard i l'Alvarez, que estaven conreant algunes de les terrasses agrícoles originals de Machu Picchu que havien desbrossat quatre anys abans. El fill d'Alvarez, Pablito, d'11 anys, va conduir Bingham per la carena fins a les ruïnes principals.

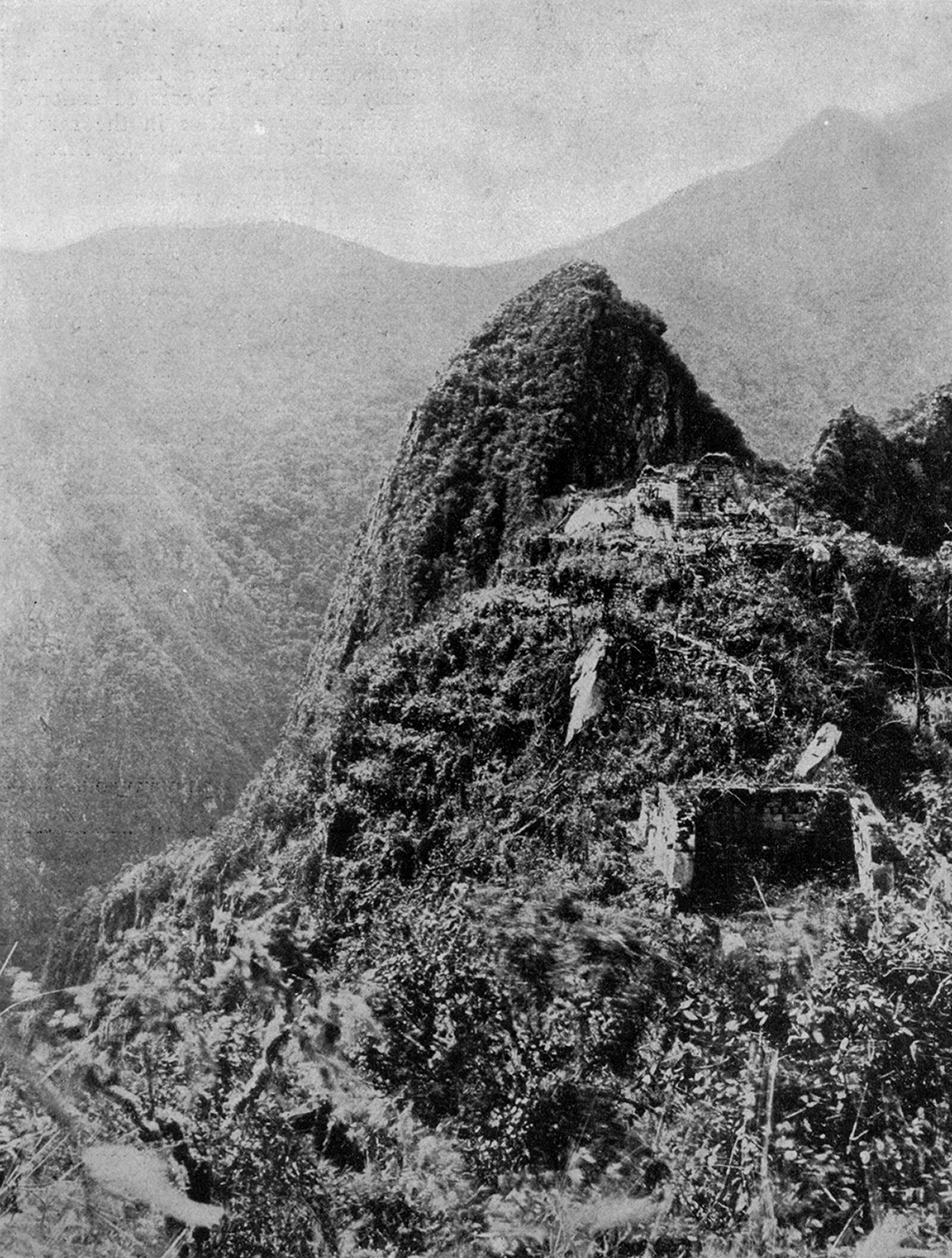
Vista parcial de Machu Picchu el 24 de juliol de 1911, amb gran part del lloc cobert per una densa vegetació.

Les ruïnes estaven majoritàriament cobertes de vegetació, excepte les terrasses agrícoles desbrossades i els clarianes utilitzades pels pagesos com a horts. A causa de la vegetació, Bingham no va poder observar tota l'extensió del jaciment. Va prendre notes preliminars, mesures i fotografies, i va observar la bona qualitat de la maçoneria inca de diversos edificis principals. Bingham no estava segur de la finalitat original de les ruïnes, però va concloure que no hi havia cap indici que coincidís amb la descripció de Vitcos.
L'expedició va continuar baixant pels rius Urubamba i remuntant pel Vilcabamba examinant totes les ruïnes que van poder trobar. Guiat pels habitants locals, Bingham va redescobrir i identificar correctament el lloc de l'antiga capital inca, Vitcos (aleshores anomenada Rosaspata), i el temple proper de Chuquipalta. Després va creuar un coll i va entrar a la vall de Pampaconas, on va trobar més ruïnes enterrades a la malesa de la selva d’Espíritu Pampa, que va anomenar Trombone Pampa. Com passava amb Machu Picchu, el lloc estava tan envaït per la vegetació que Bingham només va poder veure uns quants edificis. El 1964, Gene Savoy va explorar més a fons les ruïnes d'Espiritu Pampa i va revelar tota l'extensió del lloc, identificant-lo com Vilcabamba Viejo, on van fugir els inques després que els espanyols els expulsessin de Vitcos.

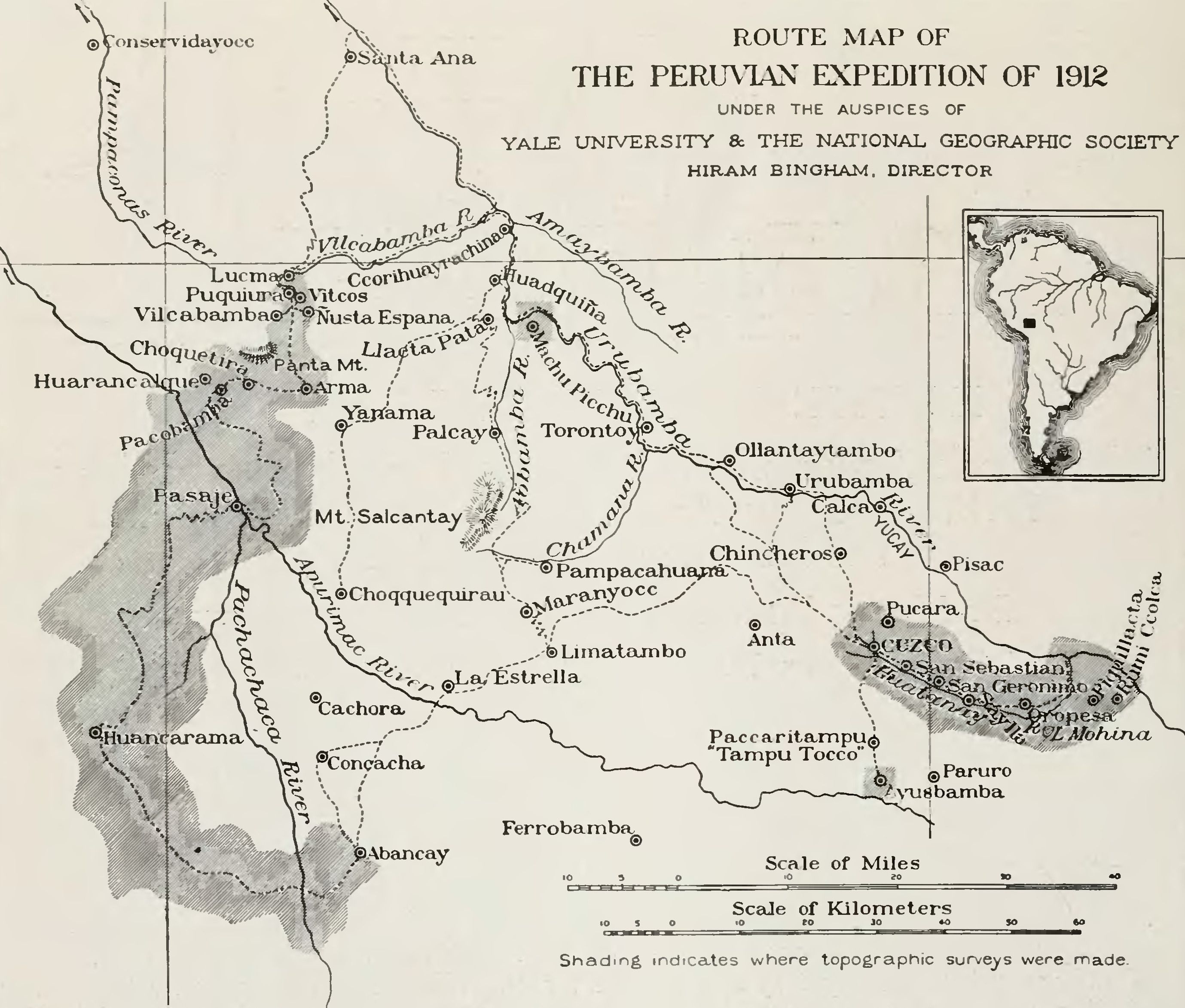
Mapa de ruta de l'expedició peruana de 1912

Bingham va tornar a Machu Picchu el 1912 sota el patrocini de la Universitat Yale i National Geographic i amb el suport total del president peruà Augusto Leguía. L'expedició va emprendre una neteja del lloc de quatre mesos amb mà d'obra local, que es va accelerar amb el suport del prefecte del Cusco. Les excavacions van començar el 1912 i es van dur a terme més excavacions el 1914 i el 1915. Bingham es va centrar en Machu Picchu per la seva fina maçoneria inca i la seva naturalesa ben conservada, que havia romàs intacta des que el lloc va ser abandonat. Cap de les diverses hipòtesis de Bingham que expliquen el jaciment s'ha sostingut des de llavors. Durant els seus estudis, va portar diversos artefactes de tornada a Yale. Un artefacte destacat va ser un conjunt de ganivets cerimonials inques del segle xv fets de bronze de bismut; són l'artefacte més antic conegut que conté aquest aliatge.

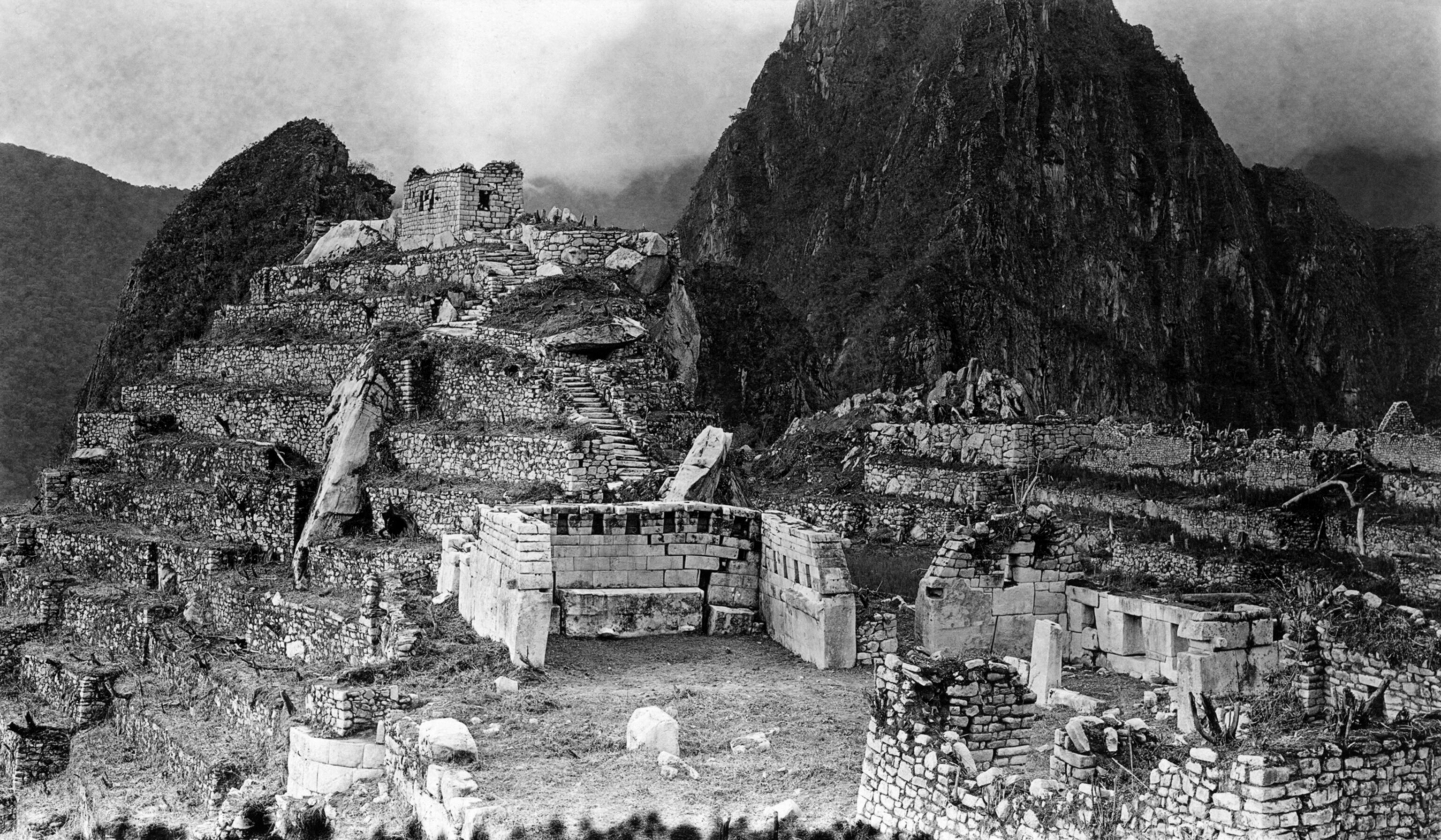
La Plaça Sagrada, el Temple Principal i el Temple de les Tres Finestres després de les obres de neteja de 1912. Per sobre d'aquestes estructures hi ha el Turó Sagrat, on es troba l’Intihuatana.

Tot i que les institucions locals van acollir inicialment l'exploració, aviat van acusar Bingham de negligència legal i cultural. Van sorgir rumors que l'equip estava robant artefactes i els estava traient de contraban del Perú a través de Bolívia. De fet, Bingham va retirar molts artefactes, però de manera oberta i legal; van ser dipositats al Museu de la Universitat Yale. Bingham s'acatava del Codi Civil del Perú de 1852; el codi establia que les troballes arqueològiques generalment pertanyien al descobridor, excepte quan s'havien descobert en terrenys privats (Batievsky 100). La premsa local va perpetuar les acusacions, afirmant que l'excavació va perjudicar el jaciment i va privar els arqueòlegs locals del coneixement sobre la seva pròpia història. Els terratinents van començar a exigir lloguers a les excavadores. Quan Bingham i el seu equip van marxar de Machu Picchu, els habitants locals havien format coalicions per defensar la seva propietat de Machu Picchu i les seves restes culturals, mentre que Bingham afirmava que els artefactes havien de ser estudiats per experts d'institucions americanes.

### Estat actual

#### Preservació
El 1981, el Perú va declarar una superfície de 325,92 km² que envolta Machu Picchu, un santuari històric. A més de les ruïnes, el santuari inclou una gran part de la regió adjacent, rica en flora i fauna de les ecoregions dels Yungas peruans i de la puna humida dels Andes Centrals.
Més enllà de la seva importància històrica, Machu Picchu alberga una àmplia gamma d'espècies. Entre ells hi ha la guineu andina, el puma, la vizcacha, l:os d'antifaç i el cérvol de cua blanca. El santuari també és hàbitat per a més de 420 espècies d'aus, en particular el gall de les roca i el còndor andí. L'entorn circumdant presenta una varietat d'espècies d'arbres com ara vern, cedre blanc, matoll i llorer.
El 1983, la UNESCO va designar Machu Picchu Patrimoni de la Humanitat, descrivint-lo com una obra mestra d'art, urbanisme, arquitectura i enginyeria i un testimoni únic de la civilització inca.

#### La ciutat moderna de Machu Picchu

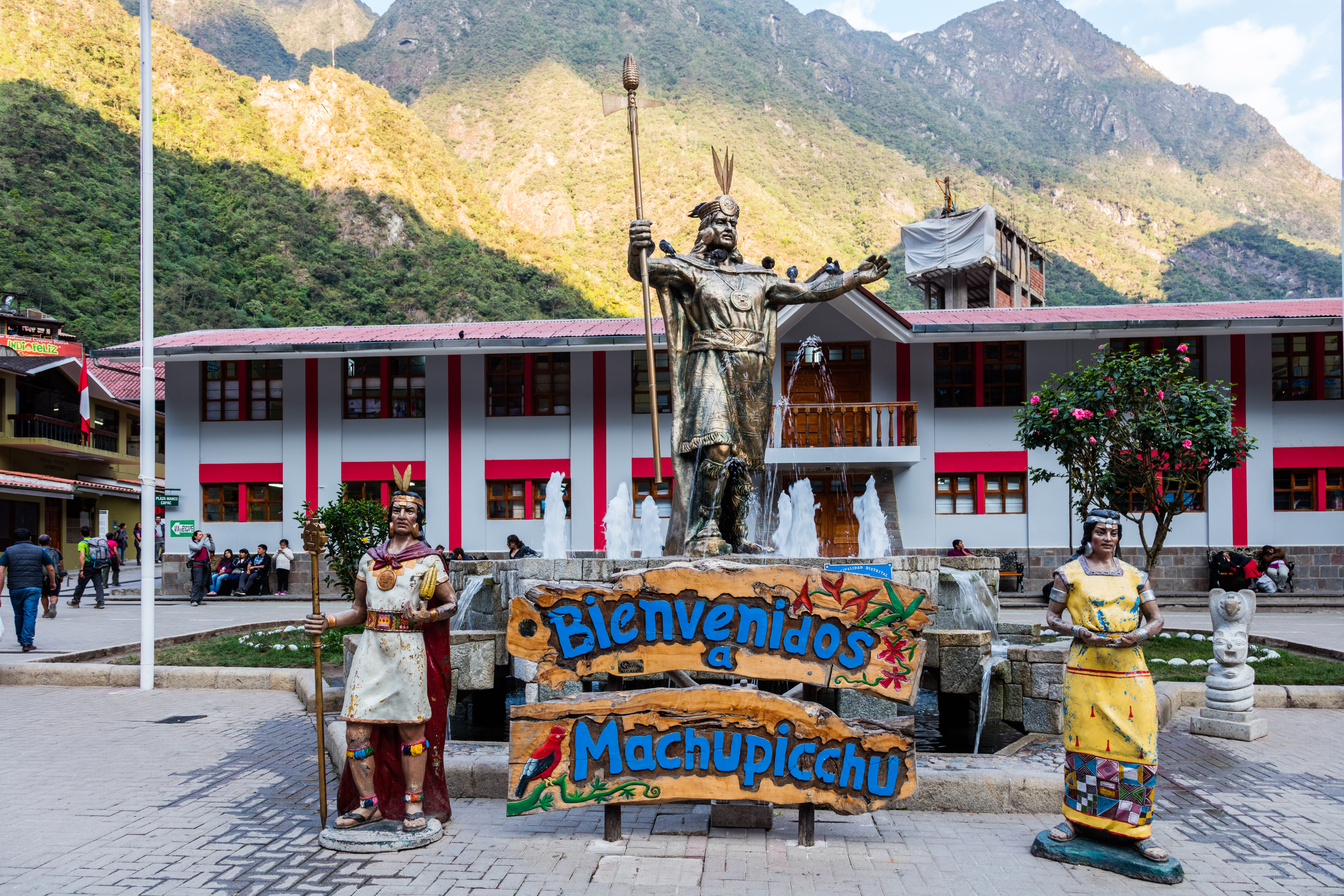
Plaça Major d’Aigües Calientes

Al llarg del riu Urubamba, sota les ruïnes, envoltant el carrer de la línia de tren, es troba la ciutat de Machu Picchu, també coneguda com a Aguas Calientes (fonts termals), amb una oficina de correus, una estació de tren, hotels i altres serveis per als nombrosos turistes. L'estació, anomenada Puente Ruinas (el pont cap a les ruïnes), és el final de la línia del tren turistic, que arriba cada matí des de Cusco i torna cada tarda. També hi ha un hotel de luxe a la muntanya, a prop de les ruïnes.
Machu Picchu està oficialment agermanat amb Haworth, West Yorkshire al Regne Unit, així com amb Fukushima i Ōtama, Japó, Petra, Jordània, Medley, Estats Units, i Tinum, Mèxic.

#### Activitat turística
Machu Picchu és Patrimoni de la Humanitat de la UNESCO, tant cultural com natural. Des de l'expedició d'Hiram Bingham, un nombre creixent de turistes han visitat el lloc cada any, amb xifres que van superar l'1,5 milions el 2019. Com a atracció turística més visitada del Perú i un important generador d'ingressos, està contínuament exposada a les forces econòmiques i comercials. A finals de la dècada del 1990, el govern peruà va concedir concessions per permetre la construcció d'un telefèric i un hotel de luxe, incloent-hi un complex turístic amb botigues i restaurants i un pont fins al lloc. Aquests plans van patir protestes generalitzades, amb crítics que argumentaven que el govern no havia dut a terme un estudi d'impacte ambiental adequat, tal com havia sol·licitat l’Institut Nacional de Recursos Naturals, que havia advertit de possibles danys a l'ecosistema. El 2018 es van reprendre els plans per construir de nou un telefèric per animar els peruans a visitar Machu Picchu i impulsar el turisme nacional. Existeix una zona d'exclusió aèria per sobre de la zona. La UNESCO va considerar incloure Machu Picchu a la seva Llista del Patrimoni Mundial en Perill el 2017, però finalment va decidir no fer-ho.

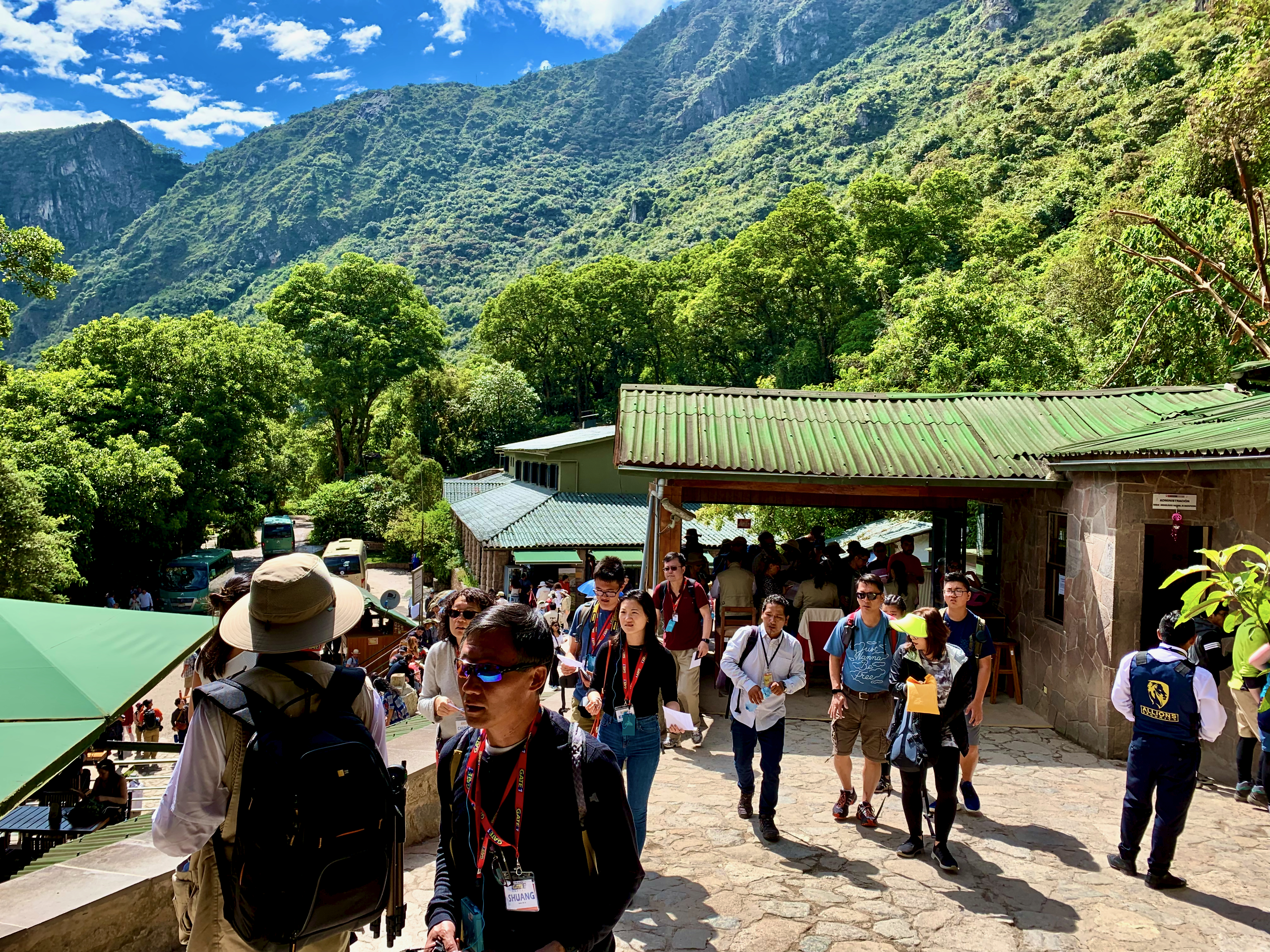
Turistes a l'entrada principal de la ciutadella de Machu Picchu

Els esforços per gestionar l'impacte del turisme han inclòs diverses mesures al llarg dels anys. A la dècada del 1980, es va moure una roca de la plaça central de Machu Picchu per crear una zona d'aterratge d'helicòpters, una pràctica que es va deixar de fer més tard. El 2006, l'empresa Helicusco va sol·licitar l'aprovació per a vols turístics sobre el lloc, però la llicència va ser aviat rescindida. El gener de 2010, les greus inundacions causades per El Niño van atrapar més de 4.000 persones i van interrompre l'accés a Machu Picchu, cosa que va provocar el seu tancament temporal. El lloc va tornar a obrir l'1 d'abril de 2010. Per abordar encara més l'impacte del turisme, el juliol de 2011 es van introduir regulacions d'entrada més estrictes, limitant el nombre de visitants diaris a 2.500 per dia a la ciutadella i 400 a Huayna Picchu. El 2018 es va afegir una tercera fase d'entrada per gestionar millor el turisme i reduir la degradació del lloc. El 2024, el límit diari de visitants es va augmentar oficialment a 4.500, amb un màxim de 5.600 permesos durant la temporada alta.
El maig de 2012, la UNESCO va instar a mesures de protecció addicionals per a la zona d'amortiment del lloc, especialment a causa del ràpid creixement de la propera ciutat d’Aguas Calientes. Les morts de turistes a Machu Picchu per mal d'alçada, inundacions i accidents han provocat crítiques a la UNESCO per permetre visites malgrat els alts riscos de seguretat del lloc. La tendència del turisme nudista el 2014 també va portar a una major vigilància per part del Ministeri de Cultura del Perú per posar fi a la pràctica.
En reconeixement dels esforços per gestionar i protegir el jaciment, Fernando Astete, que va exercir com a Cap del Parc Arqueològic Nacional de Machu Picchu del 1994 al 2019, va ser guardonat amb el premi "Personalitat Meritòria de la Cultura" del Ministeri de Cultura del Perú el gener de 2020. Aquest premi va reconèixer les seves àmplies contribucions a la preservació, gestió i estudi de Machu Picchu.
Durant les protestes peruanes de 2022-2023, les rutes a Machu Picchu van ser bloquejades, cosa que va atrapar milers de turistes i va provocar un transport aeri governamental dels visitants encallats. A causa d'aquestes interrupcions, el Ministeri de Cultura va tancar el recinte indefinidament el 22 de gener de 2023 i va reobrir-lo el 15 de febrer de 2023.

### Transport
El sistema de carreteres inques incloïa una ruta cap a la regió de Machu Picchu. La gent de Machu Picchu estava connectada al comerç a llarga distància, com ho demostren els artefactes no locals trobats al jaciment. Per exemple, Bingham va trobar nòduls d'obsidiana sense modificar a la porta d'entrada. A la dècada del 1970, Burger i Asaro van determinar que aquestes mostres d'obsidiana provenien de la font d'obsidiana del Titicaca o de Chivay, i que les mostres de Machu Picchu mostraven un transport a llarga distància d'aquest tipus d'obsidiana al Perú prehispànic.

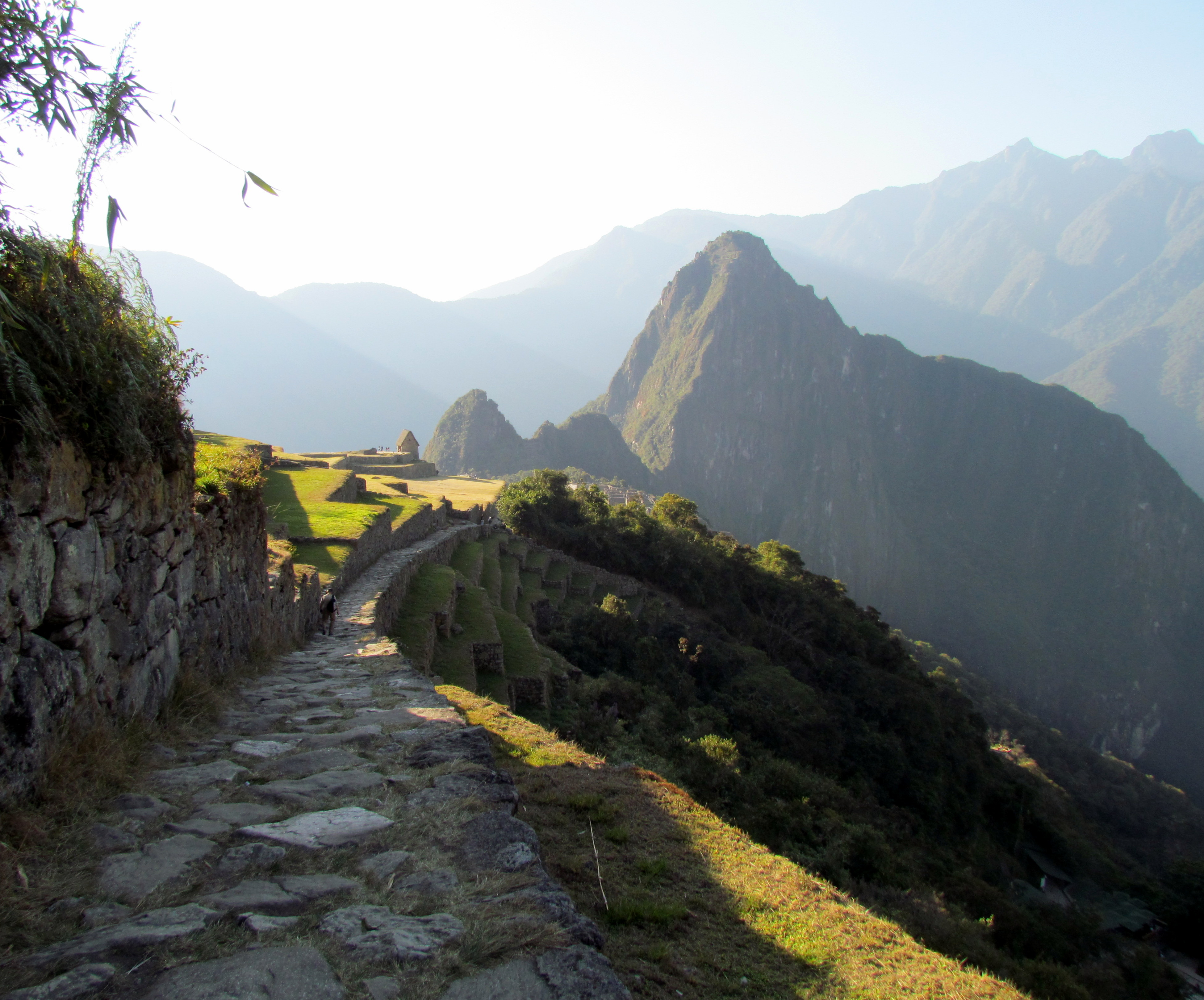
Vista de Machu Picchu arribant des del Camí Inca

Avui dia, els visitants poden arribar a Machu Picchu a través de tres rutes principals. L'opció més popular és el viatge en tren des de Cusco o Ollantaytambo. Operada per PeruRail i Inca Rail, aquesta ruta panoràmica porta els visitants a la ciutat d’Aguas Calientes, des d'on poden agafar un autobús de  8.6 km  o caminar fins a l'entrada de Machu Picchu.
Una altra ruta àmpliament escollida és el Camí Inca, un camí històric construït pels inques considerat l'excursió més famosa de Sud-amèrica per Lonely Planet, que atrau milers de turistes cada any. El sender, que comença a Piscacucho (també conegut com a km 82 de la via fèrria a Aguas Calientes) o al km 104, depenent de la longitud de la caminada, s'estén aproximadament 42 km i arriba a una altitud de  4200 m. Passa pels Andes i uns quants jaciments arqueològics abans d'arribar a la Porta del Sol (Intipunku) de Machu Picchu. A causa dels permisos limitats, cal reservar amb antelació a través d'una agència de turisme.
Alternativament, els viatgers poden prendre una ruta menys convencional que implica viatjar per carretera fins a un punt proper a la central hidroelèctrica. Des d'allà, poden caminar o fer un curt trajecte en tren fins a Aguas Calientes. Aquesta opció és generalment més assequible i no requereix reserva prèvia, però és menys recomanable durant l'estació de pluges a causa dels possibles riscos d'esllavissades.
A partir del novembre de 2024, està en construcció una nova carretera asfaltada fins a les portes del lloc històric i està previst que finalitzi el 2025. El camí, també conegut com a carretera del pont hidroelèctric Santa María-Santa Teresa-Machu Picchu, té 28,41 quilòmetres  de carreteres asfaltades que generalment reduirien el temps d'accés al lloc patrimonial de 4 o 5 hores a 2 hores.

## En els mitjans de comunicació

### Cinema
La pel·lícula El secret dels inques (1954) de Paramount Pictures, amb Charlton Heston i Yma Sumac, es va rodar en exteriors a Cusco i Machu Picchu, la primera vegada que un gran estudi de Hollywood va filmar en aquests llocs. Cinc-centes persones indígenes van ser contractades com a extres a la pel·lícula.
La seqüència inicial de la pel·lícula Aguirre, la còlera de Déu (1972) es va rodar a la zona de Machu Picchu i a l'escala de pedra de Huayna Picchu.
Machu Picchu va tenir un paper destacat a la pel·lícula Diarios de motocicleta (2004), una pel·lícula biogràfica basada en les memòries de viatges de joventut del revolucionari marxista Che Guevara de 1952.
El documental de televisió de NOVA Ghosts of Machu Picchu presenta un documental elaborat sobre els misteris de Machu Picchu.
L'artista multimèdia Kimsooja va utilitzar imatges rodades prop de Machu Picchu al primer episodi de la seva sèrie de pel·lícules Thread Routes, rodada el 2010.
En el seu setè llançament,  Transformers: Rise of the Beasts (2023) va portar els Autobots a Machu Picchu i a altres llocs famosos del Cusco.

### Música
La cançó Kilimanjaro, de la pel·lícula índia en tàmil Enthiran (2010), es va filmar a Machu Picchu amb uns 100 extres brasilers. El rodatge va ser coreografiat per Raju Sundaram i supervisat per Fernando Astete, cap del Parc Arqueològic Nacional de Machu Picchu.

## Centre arqueològic
És un dels centres arqueològics més destacats, el més important de Sud-amèrica i, a més a més, l'atractiu turístic més visitat del Perú.

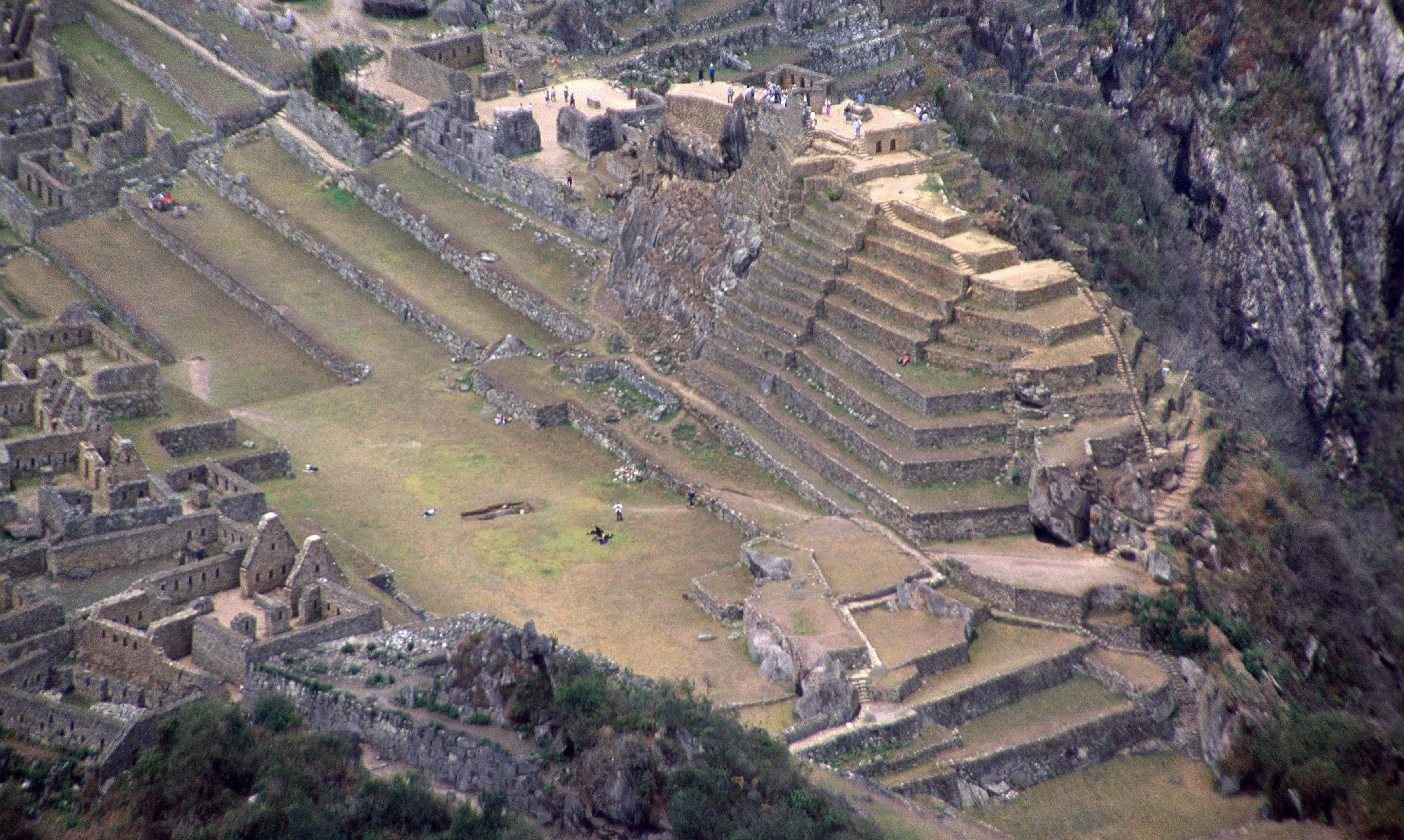
Plaça principal del Machu Picchu

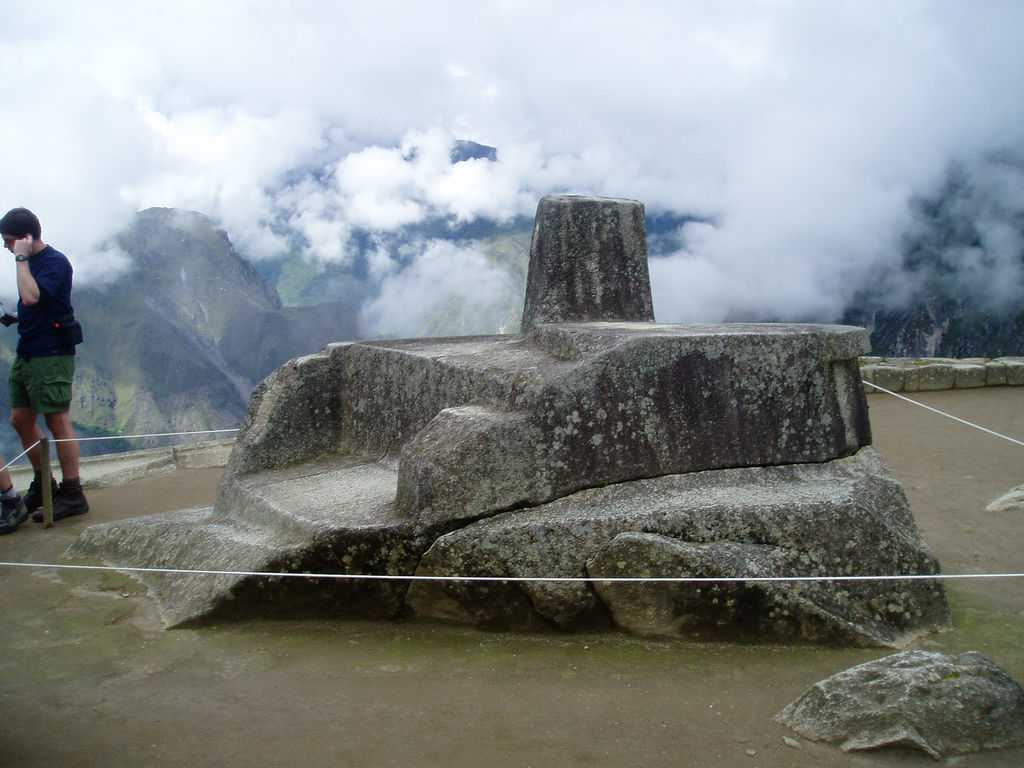
Intihuatana o rellotge solar

## El Santuari de Machu Picchu
El 1981 es va declarar santuari històric, amb una superfície de 32.592 hectàrees, que inclouen no tan sols la part arqueològica, sinó també la flora, en què destaca l'abundant presència d'orquídies, la fauna i el paisatge.
Les teories més versemblants sostenen que va ser una llaqta (ciutat) inca: un assentament construït amb la finalitat de controlar l'economia de les regions conquerides. Era la llaqta més bella de l'Imperi Inca, i havia estat construïda per refugiar el més selecte de l'aristocràcia en cas d'atac. Sembla que es va utilitzar durant un temps com a lloc de descans del Sapa Inka i com a observatori. Després de la conquesta de l'imperi per part dels espanyols va ser la fortalesa de la revolta de Manqu Inka.

## Patrimoni de la Humanitat
El Machu Picchu va ser declarat Patrimoni de la Humanitat per la UNESCO el 1983.

## Tres sectors
Segons els arqueòlegs, la ciutat de Machu Picchu estava dividida en tres grans sectors: el Barri Sagrat, el Barri Popular, al sud, i el Barri dels Sacerdots i la Noblesa (zona residencial).
A la primera zona, dedicada a Inti, el déu Sol, la seva divinitat major, es troben els tresors arqueològics principals: el Intiwatana, el Temple del Sol i l'Habitació de les Tres Finestres.
A la zona d'habitacions hi havia un sector per a la noblesa, un grup de cases situades en fileres sobre una baixada, la residència dels Amautas (savis), caracteritzada pels seus murs de color vermellós, i la zona de les Nyustas (princeses), amb habitacions de forma trapezoïdal.
Dins de la ciutadella també hi havia un sector destinat a la presó, on s'aplicaven càstigs als presos dins de nínxols de roca.
El Mausoleu Monumental és un bloc de pedra amb un interior en forma de volta que era utilitzat per a rituals o sacrificis. Les parets interiors són treballades.

## Arquitectura
Totes les edificacions de Machu Picchu segueixen l'estil clàssic arquitectònic inca: construccions amb murs polits de forma regular amb juntes tan perfectes entre els blocs de pedra que costa imaginar-se com aconseguien construir-los. Entre pedra i pedra no hi cap ni la fulla d'un ganivet.
És important assenyalar que els inques, tot i conèixer la forma rodona (el déu Inti el representaven així), mai no van aplicar aquesta forma, és a dir, que no van conèixer la roda. Per tant, la mobilització dels enormes blocs de pedres és un misteri. Tanmateix, encara que no van conèixer la roda, sí que utilitzaven el pla inclinat. I, amb aquest element, es pot aventurar una teoria sobre com van pujar aquestes pedres fins dalt de tot. Per fer-ho calia la força de milers d'homes. Lamentablement, els inques no van deixar registre escrit perquè tampoc van conèixer l'escriptura.
En tot l'espai es troben al voltant de 140 construccions, entre temples, santuaris, places i nuclis residencials.
Hi ha més de cent escales de pedra (moltes vegades esculpides íntegrament en un sol bloc de granit) i gran quantitat de fonts d'aigua, interconnectades per canals i aigüeres perforades a la roca, destinats a l'original sistema de reg.
Fins ara no ha estat possible imaginar com l'enginyeria de la civilització inca va poder transportar fins al cim del Machu Picchu blocs de pedra de fins a vint tones.

## Vista des del Wayna Picchu

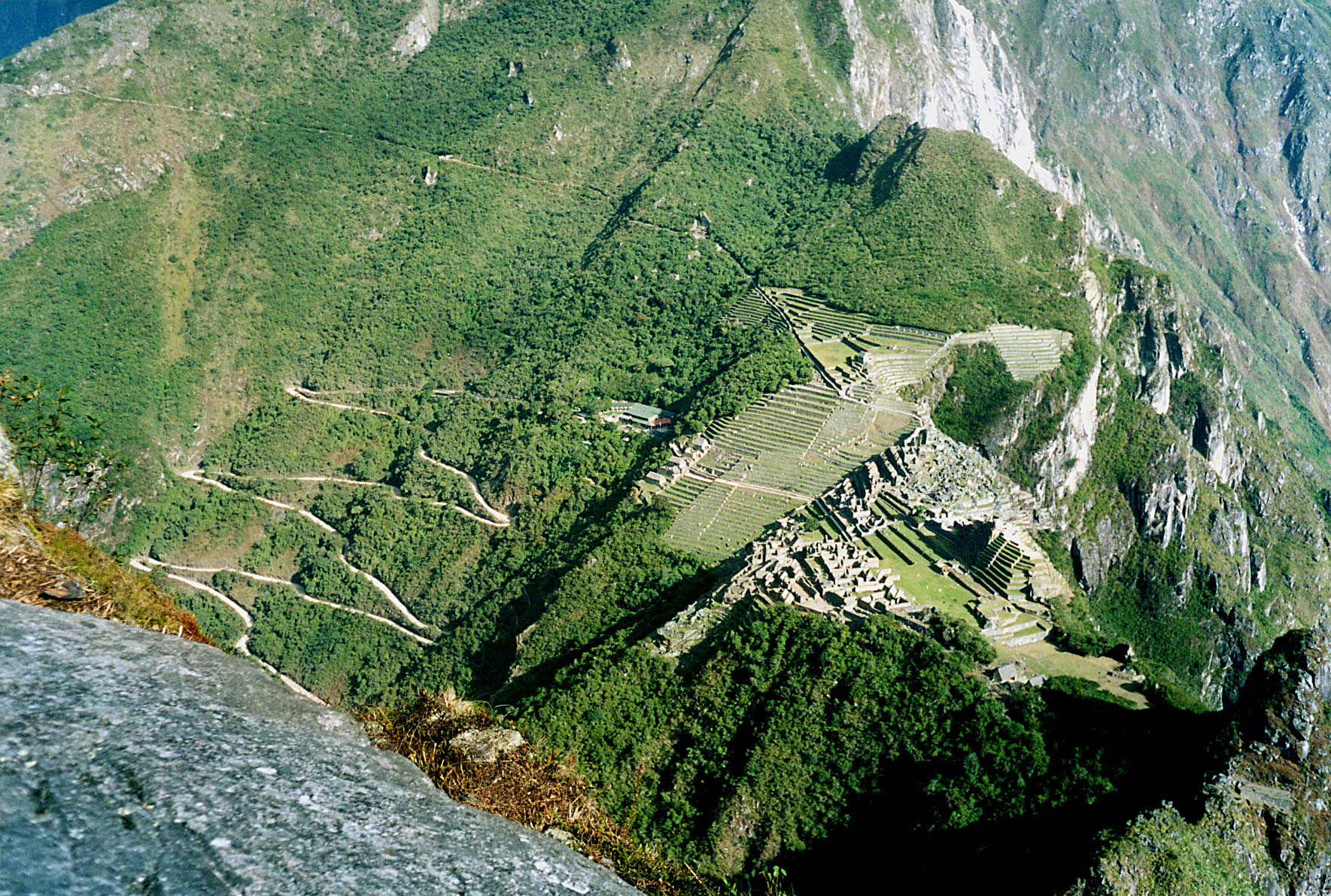
Vista del Machu Picchu des del Wayna Picchu

Aquell que pugi a la serra sagrada del Wayna Picchu serà recompensat amb una vista del Machu Picchu des de dalt. La sortida i la posta de sol són els millors moments per apreciar la ciutat i els efectes de llum.

## La seva redescoberta
La ciutat de Machu Picchu va ser descoberta per a Occident el 24 de juliol de 1911 per l'antropòleg, historiador i explorador estatunidenc Hiram Bingham, aficionat a l'arqueologia i professor de la Universitat Yale. Aquest antropòleg va iniciar els seus estudis arqueològics i va fer una investigació a la zona. Bingham va introduir el nom de ciutat perduda dels inques en el seu primer llibre, titulat Lost City of the Incas.
L'any 2002 es van trobar pistes d'un explorador occidental desconegut del segle xx, les petjades del qual Bingham hauria intentat eliminar per poder tenir el títol de descobridor del Machu Picchu.
Si bé el descobriment és adjudicat a Bingham, segons l'investigador del Cusco Simone Waisbard, la troballa va ser fruit d'una casualitat, ja que Enrique Palma, Gabina Sánchez i Agustín Lizárraga haurien estat els primers a visitar aquestes restes arqueològiques, sobre les pedres de les quals van deixar gravats els seus noms el 14 de juliol de 1901. En realitat, Bingham buscava la ciutat de Vitco, l'últim refugi dels inques i l'últim focus de resistència contra els espanyols. Tanmateix, per Bingham no va ser una casualitat, sinó una extenuant investigació basada en les informacions proporcionades per camperols de la zona, a més d'uns quants anys de viatges i exploracions per la zona.
Bingham es va emportar 5.000 peces arqueològiques a la seva universitat, als Estats Units. Fins avui, les peces encara no han estat retornades, tot i les reclamacions fetes des de fa dècades pel govern peruà.

## Camins de l'Inca
Entre els milers de camins construïts per les cultures precolombines a Sud-amèrica, els Camins de l'Inca són uns dels més interessants. Aquesta xarxa de camins convergeixen a Cusco, capital de l'Imperi Inca, i un arribava fins a la ciutat de Machu Picchu. Els inques diferenciaven els camins de la costa dels de la muntanya; als primers se'ls anomenava camins de les planes, i als segons, Qhapaq Ñan.
En l'actualitat, cada any, milers de turistes recorren a peu els Camins de l'Inca durant com a mínim dues jornades a través de la serralada dels Andes.

## Opinió de Kofi Annan
En la seva visita al Machu Picchu, el 13 de novembre de 2003, el Secretari General de les Nacions Unides, Kofi Annan, va dir que els peruans s'han de sentir orgullosos d'aquesta fortalesa, que va qualificar d'herència meravellosa de la peruanitat.

## Agermanament
El maig de 2005, la ciutat jordana de Petra es va agermanar amb la de Machu Picchu. Tots dos monuments són centres que destaquen en l'àmbit turístic del món per si mateixos i per les civilitzacions a les quals van pertànyer.